# Грегоріо Пачеко
Грегоріо Пачеко Леєс (ісп. Gregorio Pacheco Leyes; 1823—1899) — болівійський політичний діяч, президент країни з 1884 до 1888 року.

## Біографія
Пачеко народився в бідній родині, проте розбагатів, вклавши кошти до закритого родовища срібла, який він відродив. В середині XIX століття Пачеко набув відомості як успішний, прогресивний та прагматичний срібний магнат.
Грегоріо Пачеко виграв вибори 1884 року, боротьба під час яких розгорталась між трьома кандидатами: лібералом Еліодоро Камачо, консерватором Анісето Арсе та, власне, Пачеко.
Консерватор за характером, він втім не одразу приєднався до партії Арсе, та сперечався з останнім та з лібералами за владу в країні. Арсе, щоправда, первинно був не в захваті від того, що Пачеко увірвався до великої політики, проте мало хто в країні міг сперечатись із ним за статком чи управлінськими здібностями. Невдовзі обидва консерватори уклали угоду, відповідно до якої Пачеко зобов'язався підтримати Арсе, який в уряді займав пост віце-президента, під час виборів 1888 року. Ця угода забезпечила Консервативній партії перебування при владі до 1899 року.
Пачеко на посту глави держави стикався з численними ліберальними заколотами та спробами перевороту. Проте він мав значну підтримку в особі військовиків. Остерігаючись тиску через членів родини, він відправив сім'ю до Європи на час свого правління. Він наполягав, щоб його діти вивчали англійську, вважаючи її міжнародною мовою бізнесу.
Як і було узгоджено, він підтримав Арсе на виборах 1888 року, які той виграв. Після цього Грегоріо Пачеко вирушив до свого маєтку Нукчу, де й помер 1899 року.